# La Fajolle
La Fajolle település Franciaországban, Aude megyében. Lakosainak száma 13 fő (2022. január 1.). La Fajolle Ascou, Mijanès, Sorgeat és Mérial községekkel határos.

## Népesség
A település népessége az elmúlt években az alábbi módon változott:
| Lakosok száma | 48   | 20   | 12   | 13   | 10   | 9    | 11   | 12   | 12   | 13   |
|               | 1968 | 1982 | 1990 | 2006 | 2013 | 2015 | 2017 | 2019 | 2020 | 2022 |